# Хьюстон (Делавэр)
Хьюстон (англ. Houston) — город в округе Кент в штате Делавэр США. По данным переписи 2020 года, численность населения составляла 381 человек.

## Население
| 2010 | 2020 |
| ---- | ---- |
| 374  | ↗381 |